# Баальбек (район)
Баальбек (араб. قضاء بعلبك) — один з 25 районів Лівану, входить до складу провінції Бекаа. Адміністративний центр — м. Баальбек. На заході межує з районами Кесерван, Джебейль, Батрун та Бішарі, на північному заході — з районом Хермель та Аккар, на півдні — з районом Захле, на півночі та сході проходить кордон з Сирією.
Адміністративно поділяється на 52 муніципалітети.